# براد داوغرتي
براد داوغرتي (بالإنجليزية: Brad Daugherty)‏ هو لاعب بوكر أمريكي، ولد في 5 يوليو 1951 في ماونتين غروف في الولايات المتحدة.